# Крістіан Жамбе
Крістіан Жамбе (фр. Christian Jambet; нар. 23 квітня 1949, Алжир) — французький філософ, член Французької академії з 2024 року.

## Біографія
Народився в сім'ї алжирських французів, у 1960-ті роки переїхав до Парижа. Якийсь час захоплювався ідеями маоїзму, брав участь у студентських протестах 1968 року, закинувши іспити у Вищій нормальній школі. У 1969 році здійснив поїздку до Китаю, зустрівся з Чжоу Еньлаєм. У 1973 році відійшов від лівих переконань під враженням від книги Солженіцина «Архіпелаг ГУЛАГ». У 1976 році опублікував разом з Гі Лардро книгу L'ange, зміст якої становлять міркування про істину в політиці. Разом з Андре Глюксманном, Філіппом Немо і Бернаром-Анрі Леві увійшов до числа «нових філософів», які мали на меті переосмислити спадщину руху 1968.
На початку 1970-х років зайнявся сходознавством, став учнем і послідовником іраніста Анрі Корбена у вивченні мови, культури та філософії Ірану, а також панівного в цій країні напряму шиїтів в ісламі. У 2011 році опублікував дослідження Qu'est-ce que la philosophie islamique ? («Що таке ісламська філософія?»), 2021 року — Le philosophe et son guide: Mullâ Sadra et la religion philosophique («Філософ та його провідник: Мулла Садра та філософська релігія»).
Очолював у Практичній школі вищих досліджень кафедру філософії в ісламі. Читає курс про іслам у паризькій Вищій школі комерції та про ісламську філософію в Інституті іраністики університету Париж III Нова Сорбонна. Володіє англійською, німецькою, арабською, перською, латинською та давньогрецькою мовами.
8 лютого 2024 року обраний до Французької академії у третьому турі, отримавши 13 голосів із 25. Зайняв крісло № 6, що залишалося вакантним після смерті Марка Фюмаролі.

## Вибрані праці
- Apologie de Platon, Essais de metaphysique, Paris, Grasset, 1976, coll. «Théoriciens», 249 p.
- Avec Guy Lardreau, Ontologie de la révolution :
  - I. L'ange. Pour une cynégétique du semblant , Paris, Grasset, 1976, coll. «Figures».
  - II. Le Monde. Réponse à la question Qu'est-ce que les droits de l'homme ? " , Paris, Grasset, 1978, coll. «Figures», 281 p.
- La Logique des Orientaux. Henry Corbin et la science des formas , Париж, Le Seuil, coll. «L'Ordre philosophique», 315 p.
- La Grande résurrection d'Alamût. Les formas de la liberté dans le shî'isme ismaélien , Verdier, Lagrasse, 1990. 418 p.
- L'Acte d'être. La philosophie de la révélation chez Moll Sadrâ , Paris, Fayard, 2002, coll. «L'Espace intérieur», 447 p.
- Le Caché et l'apparent, coll. «Mythes et religions», Paris, L'Herne, 2003, 206 p.
- Avec Mohammad Ali Amir-Moezzi : Qu'est-ce que le shî'isme ? , Paris, Fayard, 2004, 386 p.
- Avec Jean Bollack та Abdelwahab Meddeb : La Conférence de Ratisbonne, enjeux et controverses, Paris, Bayard, 2007, 115 p.
- Mort et résurrection en islam, L'au-delà selon Mull Sadrâ, Paris, Albin Michel, 2008, coll. «Spiritualités».
- Qu'est-ce que la philosophie islamique ? , Париж, Gallimard, 2011, coll. «Folio Essais».
- Le Gouvernement divin. Islam et conception politique du monde , Paris, CNRS editions, 2016 ISBN 978-2271069962.
- La Fin de toute chose. Suivi de l' Épître du rassemblement de Mull Sadrâ, Paris, Albin Michel, 2017, 315 p.
- Le philosophe et son guide, Paris, Gallimard, coll. «NRF Essais», 2021, 400 p.